# Clavulicium pilatii
Clavulicium pilatii är en svampart som först beskrevs av Boidin, och fick sitt nu gällande namn av Boidin 1957. Clavulicium pilatii ingår i släktet Clavulicium och familjen Clavulinaceae.   Inga underarter finns listade i Catalogue of Life.